# Herrenhaus Bewersdorf
Das Herrenhaus Bewersdorf (polnisch Pałac w Bobrownikach) liegt in Bobrowniki südöstlich von Schlawe.
Koordinaten: 54° 31′ 28,5″ N, 17° 19′ 55″ O

## Gutsgeschichte
Das Gut gehörte zu den immatrikulierten, den adeligen Gütern Pommerns. An diesem Status hing die Landtagsfähigkeit des Besitzers.
Bewersdorf ist ein altes Lehen der Familie von Zitzewitz, was durch Urkunden aus den Jahren 1485 und 1529 belegt ist. Von 1563 bis ins 19. Jahrhundert saßen hier die von Somnitz. Im Jahre 1809 ging das Gut in die Hände von Ernst Gustav Mitzlaff über. Das heutige Herrenhaus wurde um 1864–65 errichtet, vermutlich unter Verwendung eines Vorgängerbaus. Schon 1875 waren die Brandenburger Besitzer, danach kurz die baltische Familie von Stackelberg, und im Jahr 1900 erwarb es von Böttinger, der es 1908 an die Podduck verkaufte. Letzter deutscher Besitzer war York Steifensand.

## Bauwerk
Bemerkenswert ist der 30 m hohe Turm an der Westseite. Das Herrenhaus wurde abseits vom Wirtschaftshof erbaut und demonstriert damit eine Entwicklung der Gutsgeschichte des 19. Jahrhunderts. An den Seiten befinden sich dreigeschossige Risalite mit eigenen Dächern.